# Кейданский, Герман
Герман Кейданский (также Кейданц или Кайданц, нем. Herrmann Keidanski; Keidanz; Kaidanz, 4 ноября 1865, Гроссендорф — декабрь 1938, Германия) — немецкий шахматист еврейского происхождения, мастер.
Приехал в Берлин в начале 1890-х гг. Участвовал в значительном количестве немецких турниров того времени. В 1898 году поделил 8—9 места в побочном турнире 11-го конгресса Германского шахматного союза (победил О. Павелка).
Некоторое время участвовал в американских турнирах. В 1903 г. занял 2-е место в тематическом гамбитном турнире в Манхэттенском шахматном клубе (победил Дж. Финн, 3-е место занял Б. Зигхайм; по условиям турнира, все партии игрались гамбитом Райса в королевском гамбите). В 1907 г. поделил 5—6 места в чемпионате штата Нью-Йорк (победил Дж. Финн).
В 1891 г. со счетом 1 : 5 проиграл матч К. Вальбродту.
В 1902 г. со счетом 4 :1 выиграл матч у Ю. Делмара.

## Вклад в теорию дебютов
Разработал вариант в защите двух коней: 1.e4 e5 2.Кf3 Кc6 3.Сc4 Кf6 4.d4 ed 5.e5 d5 6.Сb5 Кe4 7.К:d4 Сc5 8.К:c6!? С:f2+ 9.Крf1 Фh4! (анализ опубликован в 1904 г. в журнале Wiener Schachzeitung). Также в западной шахматной литературе с его именем связывается вариант дебюта слона, который в русскоязычных источниках называют гамбитом Урусова: 1.e4 e5 2.Сc4 Кf6 3.d4 ed 4.Кf3 К:e4 5.Ф:d4.